# Richard Foreman
Richard Foreman (New York, 10 giugno 1937 – New York, 4 gennaio 2025) è stato un drammaturgo e regista teatrale statunitense, fondatore, inoltre, dell'Ontological-Hysteric Theatre nonché un pioniere del teatro avant-garde.

## Biografia
Foreman si laureò presso la Brown University nel 1959 (Bachelor of Arts - BA) e conseguì un Master in Belle Arti (Master in Fine Arts - MFA) in Commediografia presso la Yale School of Drama nel 1962.
Da studente, fu tra i promotori della formazione del Production Workshop, il gruppo teatrale studentesco della Brown University e allo stesso tempo, prese parte ad altre esperienze di teatro studentesco, tra cui la produzione del 1958 di Down to Earth con i Brownbrokers.
Nel 1993, la Brown University gli conferì un dottorato ad honorem.
Nel 1968 fondò l'Ontological-Hysteric Theater, che si avviò come progetto artistico nel distretto newyorkese di SoHo per poi installarsi nella "sede" semipermanente del Joseph Papp's Public Theater.
Dal 1992 al 2010, l'organizzazione non-profit ebbe sede presso il teatro della St. Mark's Church in-the-Bowery.
Le opere drammatiche di Foreman sono guidate dal concetto di un costante risveglio del pubblico; egli è uno dei maggiori artisti che creano opere importanti nel movimento dell'esibizione di avanguardia, al quale ci si riferisce spesso come "teatro postdrammatico".
Piuttosto che focalizzarsi sul conflitto per dar forma alla sua struttura teatrale, il lavoro di Foreman punta in egual misura sul progetto, sul testo e sull'esibizione dal vivo degli attori, al fine di creare attenzione e relazione diverse tra il palco e il pubblico.
Egli descrive i suoi lavori come "teatro totale" (total theater).
L'obiettivo delle sue esibizioni è un "messaggio di disorientamento" in contrasto all'obiettivo di Aristotele della catarsi.
Foreman fu influenzato dai lavori del regista/attore Jack Smith e del musicista La Monte Young e dal loro approccio al tempo.
Richard Foreman ha scritto, diretto e progettato oltre cinquanta dei suoi drammi sia a New York City sia all'estero.
Ha ricevuto tre Obie Award per il miglior dramma dell'anno e altri quattro Obie per la regia per la "prestazione sostenuta".
Ha ricevuto anche l'annuale Literature Award dall'American Academy of Arts and Letters, un premio "Lifetime Achievement in the Theater" dalla National Endowment for the Arts, il PEN American Center Master American Dramatist Award, una MacArthur Fellowship e, nel 2004, fu eletto ufficiale dell'Ordine delle Arti e delle Lettere di Francia.
I suoi archivi e i materiali frutto del suo lavoro sono stati acquisiti dalla Fales Library della New York University (NYU).
I suoi lavori sono stati principalmente prodotti e rappresentati dall'Ontological-Hysteric Theater di New York, sebbene Foreman abbia ottenuto apprezzamento come regista in produzioni quali l'Opera da tre soldi di Bertolt Brecht al Lincoln Center e la prima di Venus di Suzan-Lori Parks al Public Theater.
Nel 2004, Foreman fondò il Bridge Project assieme a Sophie Haviland al fine di promuovere lo scambio artistico internazionale tra paesi di tutto il mondo attraverso workshop, simposi, produzioni teatrali, arti visive, esibizioni e eventi multimediali.
Dal 2006 al 2008, le produzioni dell'Ontological-Hysteric Theatre di Foreman hanno incluso la proiezione di filmati generati nel corso dei workshop del Bridge Project come tipologia di "film-score" (partitura filmata) in relazione alla quale si conduceva l'esibizione dal vivo.
Fra queste produzioni vi sono Zomboid! (2006), Wake Up Mr. Sleepy! Your Unconscious Mind Is Dead! (2007) e Deep Trance Behavior in Potatoland (2008).
I drammi di Foreman sono stati coprodotti dal New York Shakespeare Festival, da La MaMa Experimental Theatre Club, dal The Wooster Group, dal Festival d'Autumn in Paris e dal Vienna Festival.
Foreman collaborò come librettista e direttore di palco con il compositore Stanley Silverman in 8 pezzi teatrali di musica prodotti da The Music Theater Group & The New York City Opera.
Scrisse e diresse il lungometraggio Strong Medicine.
Diresse e ideò anche molte produzioni classiche per i maggiori teatri del mondo, tra le quali L'opera da tre soldi, The Golem e drammi di Václav Havel, Botho Strauß e Suzan-Lori Parks per il New York Shakespeare Festival, Die Fledermaus all'Opera di Parigi, Don Giovanni all'Opera di Lille, la Caduta della casa degli Usher di Philip Glass all'American Repertory Theater e al Maggio Musicale Fiorentino, Woyzeck alla Hartford Stage Company, Don Juan di Molière al Guthrie Theater e al New York Shakespeare Festival, Birth of the Poet di Kathy Acker alla Brooklyn Academy of Music e al RO theater di Rotterdam, Doctor Faustus Lights the Lights di Gertrude Stein ai Festival d'Autunno di Berlino e Parigi.
Sono state pubblicate sette raccolte dei suoi drammi, oltre a monografie dedicate allo studio dei suoi lavori pubblicate in inglese, francese e tedesco.

## Lavori di Foreman

### Drammi
- Angelface, New York City (1968)
- Ida-Eyed, New York City (1969)
- Total Recall, New York City (1970)
- HcOhTiEnLa (or) Hotel China, New York City (1971)
- Dream Tantras for Western Massachusetts, Lennox, Massachusetts (1971) (music by Stanley Silverman)
- Evidence, New York City (1972)
- Sophia= (Wisdom) Part 3: The Cliffs, New York City (1972)
- Particle Theory, New York City (1973)
- Classical Therapy or A Week under the Influence... , Paris (1973)
- Pain(t), New York City (1974)
- Vertical Mobility, New York City (1974)
- Pandering to the Masses: A Misrepresentation, New York City (1975)
- Rhoda in Potatoland (Her Fall-Starts), New York City (1975)
- Livre des Splendeurs: Part One, Paris (1976)
- Book of Splendors: Part Two (Book of Leaves) Action at a Distance, New York City (1977)
- Blvd. de Paris (I've Got the Shakes), New York City (1977)
- Madness and Tranquility (My Head Was a Sledgehammer), New York City (1979)
- Place + Target, Rome (1980)
- Penguin Touquet, New York City (1981)
- Café Amérique, Paris (1981)
- Egyptology, New York City (1983)
- La Robe de Chambre de Georges Bataille, Paris (1983)
- Miss Universal Happiness, New York City (1985)
- The Cure, New York City (1986)
- Film Is Evil: Radio Is Good, New York City (1987)
- Symphony of Rats, New York City (1987)
- Love and Science, Stockholm (1988)
- What Did He See? New York City (1988)
- Lava, New York City (1989)
- Eddie Goes to Poetry City: Part One, Seattle (1990)
- Eddie Goes to Poetry City: Part Two, New York City (1991)
- The Mind King, New York City (1992)
- Samuel's Major Problems, New York City (1993)
- My Head Was A Sledgehammer, New York City (1994)
- I've Got the Shakes, New York City (1995)
- The Universe, New York City (1995)
- Permanent Brain Damage, New York City (1996) (toured to London)
- Pearls for Pigs, Hartford, Connecticut (1997) (toured to Montreal, Paris, Rome, Los Angeles, and New York City)
- Benita Canova, New York City (1997)
- Paradise Hotel (Hotel Fuck), New York City (1998) (girato a Parigi, Copenaghen, Salisburgo e Berlino)
- Bad Boy Nietzsche, New York City (2000 (toured to Brussels, Berlin and Tokyo)
- Now That Communism is Dead, My Life Feels Empty, New York City (2001) (toured to Vienna and Holland)
- Maria Del Bosco, New York City (2002) (toured to Singapore)
- Panic! (How to Be Happy!), New York City (2003) (toured to Zurich and Vienna)
- King Cowboy Rufus Rules the Universe!, New York City (2004)
- The Gods Are Pounding My Head! AKA Lumberjack Messiah, New York City (2005)
- ZOMBOID! (Film/Performance Project #1), New York City (2006)
- WAKE UP MR. SLEEPY! YOUR UNCONSCIOUS MIND IS DEAD!, New York City (2007)
- DEEP TRANCE BEHAVIOR IN POTATOLAND (A RICHARD FOREMAN THEATER MACHINE), New York City (2008)
- IDIOT SAVANT, New York City (2009)[7]
- OLD-FASHIONED PROSTITUTES (A TRUE ROMANCE), New York City (2013)

### Opere
- Elephant Steps, New York City (1968) (musica di Stanley Silverman)
- Dr. Selavy's Magic Theater, New York City (1972) (musica di Stanley Silverman)
- Hotel for Criminals, New York City (1974) (musica di Stanley Silverman)
- American Imagination, New York City (1978) (musica di Stanley Silverman)
- Madame Adare, New York City (1980) (musica di Stanley Silverman)
- Africanis Instructus, New York City (1986) (musica di Stanley Silverman)
- Love & Science, New York City (1990) (musica di Stanley Silverman)
- WHAT TO WEAR, Los Angeles (2006 (musica di Michael Gordon)
- ASTRONOME: A NIGHT AT THE OPERA, New York City (2009) (musica di John Zorn)

### Film e video
- Out of the Body Travel, video play (1975)
- City Archives, video play (1977)
- Strong Medicine, lungometraggio (1978)
- Radio Rick in Heaven and Radio Richard in Hell, film (1987)
- Total Rain, video play (1990)

### Libri
- Plays and Manifestos (1976)
- Theatre of Images (1977)
- Reverberation Machines: The Later Plays and Essays (1986)
- Love and Science: Selected Librettos by Richard Foreman (1991)
- Unbalancing Acts: Foundations for a Theater (1993)
- My Head Was a Sledgehammer: Six Plays (1995)
- No-body: A Novel in Parts (1996)
- Paradise Hotel and Other Plays (2001)
- Richard Foreman (Art + Performance) (2005)
- Bad Boy Nietzsche! and Other Plays (2005)
- Manifestos and Essays (forthcoming 2010)
- Plays with Films (New York: Contra Mundum Press, 2013)

## Onorificenze
Foreman vinse sette Village Voice Obie Award, dei quali tre per il "miglior dramma" e uno per il Lifetime Achievement. Inoltre ha ricevuto:
- 1972 – Guggenheim Fellowship for Playwriting
- 1974 – Rockefeller Foundation Playwrights Grant
- 1990 – Ford Foundation play development grant for Eddie Goes to Poetry City
- 1990 – National Endowment for the Arts (NEA) Distinguished Artist Fellowship for Lifetime Achievement in Theater
- 1992 – American Academy and Institute of Arts and Letters Award in Literature
- 1992 & 1995 – NEA Playwriting Fellowship
- 1995-2000 – MacArthur Fellowship
- 1996 – Edwin Booth Award for Theatrical Achievement
- 2001 – PEN/Laura Pels Master American Playwright Award
- 2004 Ufficiale dell'Ordine delle Arti e delle Lettere di Francia